# ДаКи (группа)
«Да́Ки» (DaKi) — дуэт, состоящий из Дамира Шабакаева (род. 21 марта 1996 года) и Кирилла Попельнюка (род. 5 января 1997 года). Название группы было составлено из первых букв их имён.

## Творческая биография
Кирилл и Дамир родились в Калуге. Поют вместе они с 4 лет. Свой творческий путь они начинали в составе шоу-группы «Богатырская сила» под руководством С. Н. Осадчего. Группа появилась в 1999 году и до 2009 года выступала под названием «Аквилон». Но на финале российского отбора на «Детское Евровидение» в 2010 году они уже выступали под своим нынешним названием. Окончили Всероссийскую творческую мастерскую эстрадного искусства им. Л. С. Маслюкова.
В 2011 году «ДаКи» попали в проект Аллы Пугачёвой «Фактор А»
. Там они дошли до финала, однако выбыли, заняв 6-е место. Несмотря на это, благодаря широкой аудитории телеканала «Россия 1», участие в проекте принесло им достаточно широкую известность.
В сентябре 2011 «ДаКи» заключили контракт с Sony Music. В результате, 12 декабря 2011 года группа выпустила свой дебютный сингл «Вирус», на который позднее был выпущен клип. Автором песни стал Виктор Чайка. Он был также соавтором песни «Крутые пацаны», с которой дуэт вышел в финал российского отбора на «Детское Евровидение»-2010. В клипе снялась Е. Д. Рябова, представлявшая Россию на «Детском конкурсе песни Евровидение» в 2009 и 2011 годах.
В марте 2014 года на Интернет-ресурсах коллектива состоялась презентация хита «Criminal», написанного поэтом Кареном Кавалеряном. Авторами музыки являются саунд-продюсеры Баграт Вартанян и Андрей Харченко, а также певец Дмитрий Колдун. В подготовке сценического номера для песни принял участие Цирк Братьев Запашных. Песня участвовала в отборочном туре «Евровидения 2014».
В ноябре 2014 года группа представила свой дебютный альбом — #1.
В июне 2015 года стало известно, что группа распалась.

## Достижения
Коллектив завоевывал награды на международных и всероссийских конкурсах, среди которых:
- «Кремлёвские звездочки» (2008) — 1 место[11]
- Московский фестиваль детской патриотической песни — 2010 (1 место)[12]

Участники конкурсов:
- Песенка года (2006, 2007)
- Полуфинал «Детской Новой Волны» (2009)[13]
- Финал национального отборочного тура «Детского Евровидения» (2009[14][15], 2010[16])

Весной 2014 года группа номинирована на премию «OOPS! Choice Awards», которая присуждается популярным личностям за достижения в музыкальной сфере, киноиндустрии, в мире моды и телевидения. «ДаКи» представлены в категориях «Лучший сингл» и «Лучшая музыкальная группа».

## Дискография

### Альбомы
- #1 (2014)

### Синглы
- Вирус (2011)
- Унеси ветер (2012)
- Справедливая любовь (2013)
- Criminal (2014)
- Кофе в постель (2014)[19][20]
- Кто ты такая (2012)
- Ссора (2012)
- Любовь жива (2014)
- Озорная (2014)
- С тобой (2013)
- Просто отпусти (2011)

### Дуэты
- Молчи (feat. Alex-ike) (2014)

## Видеография
- Вирус (2012)[21]
- Унеси ветер (2012)[22][23]
- Справедливая любовь (2013)[24]
- Кофе в постель (2014)[25]